# Вулиця Фещенка-Чопівського (Житомир)
Вулиця Фещенка-Чопівського — вулиця в Корольовському районі Житомира.

## Характеристики

### Розташування
Знаходиться в центральній частині міста, в Старому місті. Починається з Лермонтовської вулиці, прямує на південний схід та завершується глухим кутом поруч з тальвегом колишньої річки Поповки. Має перехрестя зі Старим бульваром, вулицями Червоного Хреста та Шевченка. 

## Історія
Вулиця та її історична забудова формувалися упродовж другої половини ХІХ століття згідно з генеральними планами міста 1827-1859 років у вільній від забудови місцевості Дівоче Поле, що до 1863 року належала жіночому католицькому монастиреві сестер-милосердя (шаріток). На мапі міста першої половини ХІХ століття за місцем розташуванням майбутньої вулиці показана польова дорога, що прямувала з тодішньої околиці забудованих земель міста — Петровської Гори, на схід, вздовж території монастиря сестер Шаріток. 
Забудова вулиці розпочалася у 1860-х роках. Вулиця відбулася до річки Поповки. На протилежному березі річки в межах одного кварталу сформувалося проєктне продовження вулиці — Бальзаківська вулиця. Обидві частини так і не з'єдналися. 
Історична забудова вулиці сформувалася наприкінці ХІХ століття та представлена у значній кількості елітними особняками та громадськими будівлями.
Перша назва вулиці — Новгородська. У 1880-х роках перейменована на Ніколаєвську. У 1919 році ухвалено рішення щодо перейменування на вулицю Могили. У 1921 році Ніколаєвська вулиця перейменована на вулицю Паризької Комуни.
У 1920-х роках вулиця виступала межею між Центральним (Першим) та Другим (Окраїнним) районами міста.
У 1977 році вулицею почав курсувати тролейбус.
У 1992 році вулиця Паризької Комуни перейменована на вулицю Фещенка-Чопівського, на честь Івана Адріяновича Фещенка-Чопівського, який разом із родиною проживав у будинку № 6/11 на цій вулиці.